# Mollenkopf (Pfälzerwald)
Der Mollenkopf ist ein 506 Meter hoher Berg im Pfälzerwald 2 km nordöstlich von Esthal und etwa 1,5 km östlich des Morschbacherhofes. Sein Gipfel befindet sich auf der Gemarkung von Weidenthal und liegt im Landkreis Bad Dürkheim in Rheinland-Pfalz. Im Gipfelbereich sind Sandsteinfelsen des Mollenkopffels zu finden.

## Geographie

### Lage
Der Mollenkopf ist die höchste Erhebung der Gemeinde Weidenthal und befindet sich im Naturpark Pfälzerwald. Die Südflanke reicht in die Gemarkungen Esthal und Frankeneck. Die benachbarten Erhebungen sind im Nordwesten der Heidenkopf (477 m ü. NHN) und im Süden der Michaelsberg (490,9 m ü. NHN).

### Gewässer
An seinem Südostfuß entspringt der Esthalbach.

## Kultur
Auf dem Mollenkopf befindet sich ein denkmalgeschützter Loogstein, der als Henkmantels-Loog oder Mollenstein bekannt ist. Im Rahmen des Steinsetzungsprojektes wurden im Jahr 2004 zwei Denkmale aufgestellt. Bei einem handelt es sich um einen Dolmen.

## Tourismus
Der Gipfelbereich wird von zwei Wanderwegen gequert; der Verbindungsweg "Weißer Punkt", der die Hauptwanderwege "Weiß-Roter Balken" und "Gelb-Roter Balken" des Pfälzerwald-Vereins miteinander verbindet, als auch durch den "Pfalzgrafen Wanderweg", der ein Teil des ehemaligen Westpfalz-Wanderweges ist. Dieser Weg ist durch ein gelbes W markiert. Ein kleiner Rastplatz wurde angelegt.